# Lockheed P-3 AEW&C
El P-3 AEW&C (Airborne Early Warning and Control) es una variante del avión de patrulla marítima Lockheed P-3 Orion, modificada para desempeñar misiones de Alerta temprana y control aerotransportado. Esta aeronave está equipada con sistemas avanzados de radar y sensores que le permiten detectar, rastrear y monitorear movimientos aéreos y marítimos en tiempo real a grandes distancias.

## Desarrollo
El desarrollo del P-3 AEW&C surge de la necesidad de contar con una plataforma de Alerta temprana y control aerotransportado para operaciones en áreas marítimas y costeras, especialmente en zonas de conflicto y de alta actividad naval. El Lockheed P-3 Orion, conocido por su capacidad de patrullaje marítimo y antisubmarino, fue una base ideal para esta modificación debido a su alcance, su capacidad de carga y su fiabilidad en misiones de larga duración. Aunque el P-3 originalmente se diseñó para detectar y atacar submarinos, sus características lo hicieron adaptable para el rol de vigilancia aérea.

### Historia y desarrollo
1. Motivación para la adaptación: Durante la Guerra Fría, los países con extensas áreas costeras y alta actividad naval, como Estados Unidos, vieron la necesidad de contar con sistemas de alerta temprana aerotransportados que no dependieran únicamente de grandes y costosos aviones de alerta temprana,Estados Unidos como el E-3 AWACS. Así, el P-3 AEW&C surgió como una opción para misiones de vigilancia costera y operaciones de control aéreo en zonas específicas, principalmente en colaboración con la US Navy.
2. Modificaciones tecnológicas: En el desarrollo de esta variante, se incorporaron avanzados sistemas de radar y equipos de comunicación. Se adaptaron sistemas como el radar ,APS-138 o el APS-145, dependiendo de la variante, que permitían una cobertura en 360 grados y eran capaces de detectar aeronaves, misiles y embarcaciones a grandes distancias. Esta tecnología fue crucial para transformar al P-3 en una plataforma de alerta temprana.
3. Uso en conflictos y despliegues operacionales: El P-3 AEW&C ha sido desplegado en varias operaciones de vigilancia marítima y de control aéreo en regiones conflictivas, especialmente en zonas con alta actividad de tráfico naval. Fue utilizado en misiones de patrullaje y alerta temprana en  Oriente Medio, el Pacífico y otras regiones estratégicas, donde apoyaba a las fuerzas navales y aéreas proporcionando inteligencia y detección anticipada de posibles amenazas.
4. Operadores limitados: Esta variante del P-3 ha sido operada principalmente por países que poseen una gran dependencia de la vigilancia marítima y costera, como Estados Unidos y Australia. Sin embargo, su producción fue limitada, ya que el desarrollo de sistemas más avanzados y específicos, como el E-2 Hawkeye y otras plataformas de alerta temprana más modernas, reemplazaron progresivamente la necesidad de esta variante.

## Diseño
El P-3 AEW&C está basado en el diseño del Lockheed P-3 Orion, un avión de patrulla marítima de largo alcance. Mantiene muchas de las características del modelo original, como su estructura robusta y su configuración de cuatro motores turbohélice Allison T56-A-14, que le ofrecen eficiencia en misiones de larga duración. Sin embargo, esta variante incluye importantes modificaciones para adaptarse a su rol de alerta temprana.

### Características de diseño
1. Radomo de radar: Su característica más distintiva es el gran radomo en forma de cúpula montado sobre el fuselaje, que alberga un radar de búsqueda de gran alcance. Este radar puede escanear el espacio aéreo y marítimo en un radio extenso, permitiendo la detección de aeronaves y embarcaciones a grandes distancias.
2. Equipo de misión avanzada: La cabina y las estaciones de misión están equipadas con consolas de radar, sistemas de comunicación y equipos de procesamiento de datos, que permiten al equipo de operadores monitorear y analizar la situación en tiempo real.
3. Plataforma de largo alcance: Gracias a sus motores turbohélice, el P-3 AEW&C puede volar a velocidades de crucero relativamente lentas, ideales para mantener operaciones en zonas específicas durante horas. Su diseño de alas en flecha invertida también le otorga estabilidad y maniobrabilidad a bajas altitudes.
4. Estructura reforzada: Adaptado para soportar equipos adicionales y realizar vuelos prolongados, el fuselaje del P-3 ha sido reforzado, lo cual aumenta su resistencia a las tensiones de las misiones de larga duración.[1]

## Operadores
Actuales:
- Oficina de Aduanas y Protección Fronteriza de Estados Unidos
- Departamento de Seguridad Nacional de los Estados Unidos
- Lockheed Corporation

Frustrados
Lockheed había presionado a la Real Fuerza Aérea Australiana en mayo de 1988 para que comprara cuatro nuevos P-3AEW&C, compartiendo el mismo sistema de apoyo logístico que el Lockheed P-3 Orion en servicio y operando como un caza McDonnell Douglas F/A-18 Hornet de contrabando y control de comando contra la costa norte de Australia.
Algunos de los aviones también se venden a Canadá, bajo la jurisdicción de Air Canada, pero participan en misiones de reconocimiento marítimo.

## Especificaciones

### Características generales
- Tripulación: 11 (incluyendo pilotos, operadores de radar y personal de misión)
- Longitud: 35.61 m
- Envergadura: 30.37 m
- Altura: 10.3 m
- Perfil alar: NACA 0014-1.10 (raíz) - NACA 0012-1.10 (punta)
- Longitud de pista necesaria: Aproximadamente 1,500 m (varía según condiciones y peso)

### Rendimiento
- Velocidad crucero (Vc): 650 km/h 750 km/h
- Velocidad de entrada en pérdida (Vs): 200 km/h
- Alcance: 12 Horas
- Radio de acción: km
- Alcance en combate: km
- Alcance en ferry: Hasta 8,700 km
- Techo de vuelo: 10,700 m
- Régimen de ascenso: 11 m/s

## Aeronaves relacionadas
- Grumman E-2 Hawkeye
- Lockheed P-3 Orion